# غرين فالي (إلينوي)
غرين فالي (بالإنجليزية: Green Valley)‏ هي منطقة سكنية تقع في الولايات المتحدة في مقاطعة تيزويل. يقدر عدد سكانها بـ 728 نسمة.

## الموقع الجغرافي
الموقع الجغرافي للمناطق المحيطة بهذه النقطة هو كالتالي: